# Тартакс (река)
Та́ртакс (также Та́ртака или А́нтана) — река на юго-востоке Латвии, относящаяся к бассейну Дубны. Протекает по территории Прейльского и Аугшдаугавского краёв (Аглонская, Амбельская, Вишкская волости). Длина реки — 18 километров, площадь водосборного бассейна — 474,5 км².
Вытекает из озера Рушонс у села Яунаглона. Река протекает через 4 озера (Зелвишу, Дзильукснис, Циришс, Пакалнис) и впадает в озеро Лукнас, через которое протекает Дубна.
Течение реки спокойное в начале и более бурное в нижнем течении. Русло не изменялось, сохраняет природные очертания.
На реке расположены две малые ГЭС — Каменецкая и Циришская.
Тартакс пересекает автодорога P62 (Краслава — Прейли — Мадона). Крупнейшие населённые пункты — Яунаглона и Салениеки.